# Julien Le Pen
Pour les articles homonymes, voir Le Pen.
 (août 2018).
Julien Le Pen  (prononcé [lə pɛn]) (Melrand, 21 juin 1878 – Paris, 4 février 1945) est un militant syndicaliste et libertaire français.
Antimilitariste, même s’il n’a pas connu le front, il s'engage activement contre la Première Guerre mondiale.
Son itinéraire aussi bien dans le mouvement anarchiste que syndicaliste est du côté des « minoritaires » radicaux. Il se déplace beaucoup, soutient les grèves, s’oppose au Parti communiste naissant, écrit dans la presse anarchiste.

## Biographie
Julien Le Pen naît le 21 juin 1878 à Melrand (Morbihan). Devenu ouvrier électricien, il s’installe à Paris et commence à fréquenter les cercles syndicalistes révolutionnaire. Il rejoint les Jeunesses syndicalistes en 1907.
En 1917 il participe au Comité de Défense Syndicaliste qui rassemble la minorité opposée à la guerre au sein de la CGT, en opposition à la ligne majoritaire de Léon Jouhaux.
Après la guerre, il devient secrétaire du syndicat des monteurs électriciens de la Seine et est nommé à la commission exécutive de la Fédération du Bâtiment dont il démissionne en janvier 1921 pour protester contre le traitement réservé aux minoritaires. Parallèlement il devient l’un des animateurs des Comités syndicalistes révolutionnaires.

En mai 1921, le Congrès de Dijon consacre la victoire des minoritaires (communistes et syndicalistes révolutionnaires) au sein de la Fédération du Bâtiment. Julien Le Pen retrouve ainsi la commission exécutive en étant élu secrétaire à la propagande.
À la fin de l’année 1921, la CGT scissionne. Julien Le Pen et la Fédération du Bâtiment se rangent du côté de la CGT-U.
Conformément à son mandat de secrétaire à la propagande, il multiplie les déplacements en province afin de rencontrer les syndicats locaux, de soutenir des grèves ou de participer à des congrès locaux. C’est dans le cadre de ces déplacements qu’il est arrêté durant l’été 1922 alors qu’il se trouvait au Havre pour soutenir une grève générale. Il ne sera libéré qu’au mois d’octobre.
Au sein de la CGT-U, il s’oppose à l’influence des communistes et dénonçant l’emprise du Parti communiste sur le syndicat au nom des principes syndicaliste-révolutionnaires. En 1923, lors du congrès de la Fédération unitaire du bâtiment, il défend une motion affirmant « l’attachement de la fédération à l’indépendance syndicale ».
À partir de l’année 1923, il commence sa collaboration avec la presse anarchiste en écrivant des articles pour Le Libertaire. Outre Le Libertaire (avec lequel il collabore jusqu’en 1939), Julien Le Pen écrit aussi pour La Voix libertaire (1929-1939), Le Semeur contre tous les tyrans (1923-1936) ou encore Le Réfractaire (1927-1932).

Cet engagement libertaire se manifeste aussi en 1927 lors de la participation de Julien Le Pen à la campagne pour la libération des anarchistes espagnols Buenaventura Durruti et Francisco Ascaso.
Le 11 janvier 1924, le service d’ordre du Parti communiste tire sur des libertaires lors d’une réunion de la CGT-U au 33, rue de la Grange-aux-Belles et fait deux morts. À la suite de cet événement, les libertaires décident de quitter la CGT-U.

Ils se regroupent d’abord au sein de l’Union fédérative des syndicats autonomes (UFSA). La Fédération unitaire du bâtiment de Julien Le Pen, dans laquelle les syndicalistes révolutionnaires et les libertaires sont majoritaires, décide d’adhérer à l’UFSA. Néanmoins, lorsqu’en 1926 l’UFSA se transforme en CGT-Syndicaliste Révolutionnaire (CGT-SR), Julien Le Pen refuse d’adhérer cette CGT-SR et décide de rejoindre la CGT « confédérée ». 

Au sein de la CGT confédéré, il fait dès lors partie des minoritaires et anime l’un des courants syndicalistes-révolutionnaires. À partir des années 1930, il devient secrétaire du syndicat des électriciens.
Pendant la Seconde Guerre mondiale, il s’oppose à la Charte du travail et condamne les anciens syndicalistes ralliés à la politique de Vichy tels Georges Dumoulin et René Belin.
À la Libération, il est évincé du secrétariat du syndicat des électriciens par les communistes devenus majoritaires. Il demeure néanmoins membre de la commission exécutive de la Fédération du bâtiment et participe à ce titre aux négociations concernant le réajustement des salaires et les conditions de travail.

Il meurt d’une crise cardiaque le 4 février 1945.